# 北原白秋
北原 白秋（きたはら はくしゅう、本名：北原 隆吉（きたはら りゅうきち）、1885年（明治18年）1月25日 - 1942年（昭和17年）11月2日）は、日本の詩人、童謡作家、歌人。帝国芸術院会員。
詩、童謡、短歌以外に、新民謡でも『ちゃっきり節』など傑作を残している。生涯に数多くの詩歌を残し、今なお歌い継がれる童謡を数多く発表し活躍した時代は「白露時代」と呼ばれ、三木露風と並び評される近代日本を代表する詩人である。
弟はそれぞれ出版人となり、北原鉄雄は写真・文学系出版社アルスを、北原義雄は美術系のアトリエを創業した。娘は三菱財閥創業家・岩崎家の末裔に嫁いだ。従弟の北原正雄は写真系の玄光社を創業した。

## 経歴

### 文壇登場まで

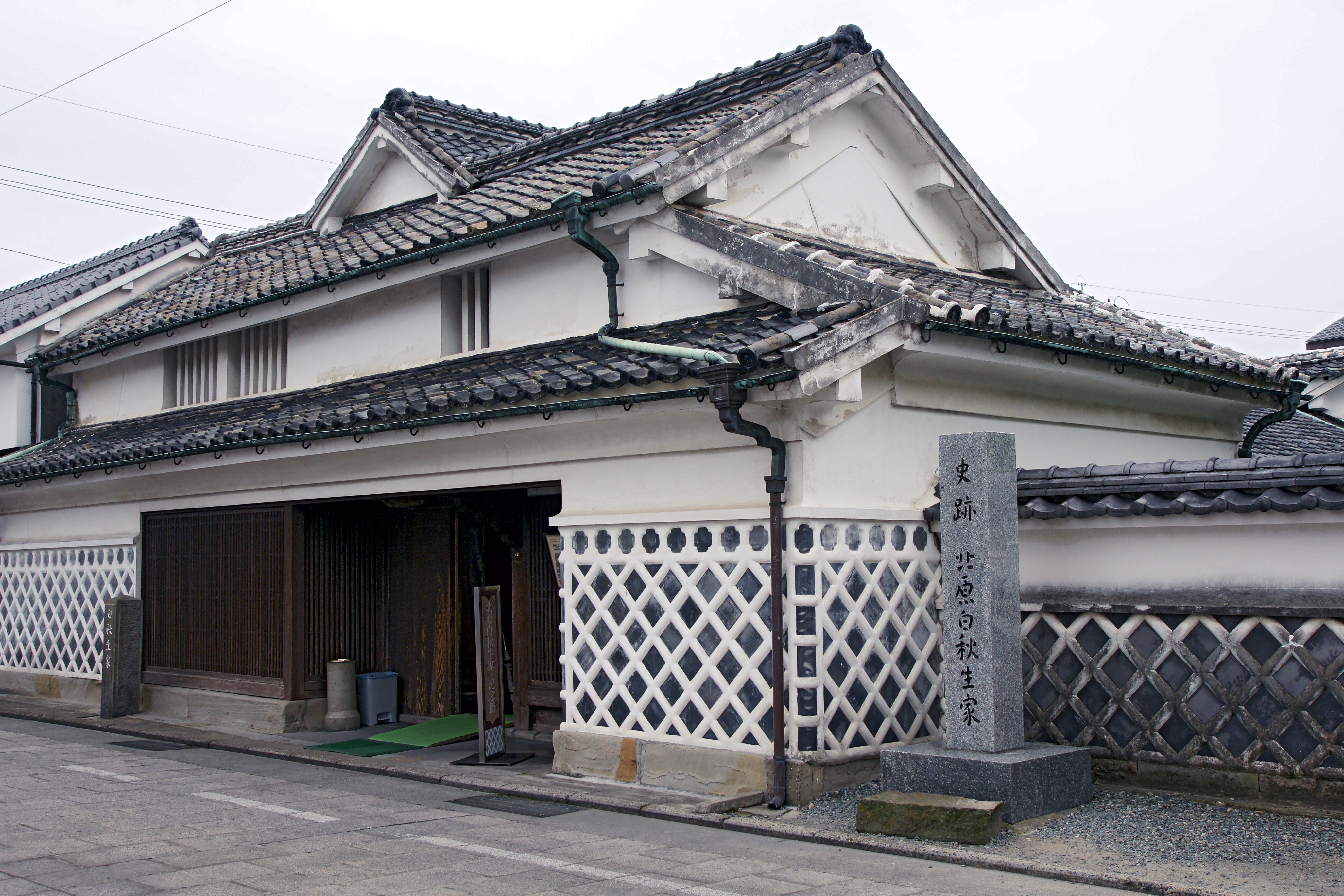
北原白秋生家（福岡県柳川市）

1885年（明治18年）1月25日、熊本県玉名郡関外目村（現：南関町）に長男として生まれ、まもなく福岡県山門郡沖端村（現：柳川市）にある家に帰る。父は長太郎、母はシケ。北原家は江戸時代以来栄えた商家（油屋また古問屋と号し、海産物問屋であった）で、当時は主に酒造を業としていた。1887年（明治20年）、弟の鉄雄が生まれる。そしてこの年には、白秋に大きな影響を与えた乳母のシカがチフスで逝去した。
1891年（明治24年）、矢留尋常小学校入学。1897年（明治30年）、柳河高等小学校より県立伝習館中学（現：福岡県立伝習館高等学校）に進むも、1899年（明治32年）には成績下落のため落第。この頃より詩歌に熱中し、雑誌『文庫』『明星』などを濫読する。ことに明星派に傾倒した。1901年（明治34年）に大火によって北原家の酒蔵が全焼し、以降、家産が傾き始める。白秋自身は依然文学に熱中し、同人雑誌に詩文を掲載。この年に初めて「白秋」の号を用いる。1904年（明治37年）、長詩『林下の黙想』が河井醉茗の称揚するところとなり『文庫』四月号に掲載。感激した白秋は父に無断で中学を退学し、早稲田大学英文科予科に入学。上京後、同郷の好によって若山牧水と親しく交流するようになる。この頃、号を「射水（しゃすい）」と称し、同じく友人の中林蘇水、牧水と共に「早稲田の三水」と呼ばれた。1905年（明治38年）には『全都覚醒賦』が『早稲田学報』懸賞一等に入選し、いち早く新進詩人として注目されるようになる。この頃に少年時代に南関の家で本を読み、白秋に本の大切さを教えた叔父が亡くなる。

### 『桐の花』まで
1906年（明治39年）、新詩社に参加。与謝野鉄幹、与謝野晶子、木下杢太郎、石川啄木らと知り合う。『明星』で発表した詩は、上田敏、蒲原有明、薄田泣菫らの賞賛するところとなり、文壇の交友が更に広がる。また、この頃より象徴派に興味を持つ。1907年（明治40年）、鉄幹らと九州に遊び（『五足の靴』参照）、南蛮趣味に目覚める。また森鷗外によって観潮楼歌会に招かれ、斎藤茂吉らアララギ派歌人とも面識を得るようになった。
1908年（明治41年）、『謀叛』を発表し、世評高くなる。またこの年、新詩社を脱退した。木下杢太郎を介して、石井柏亭らのパンの会に参加。この会には吉井勇、高村光太郎らも加わり、象徴主義、耽美主義的詩風を志向する文学運動の拠点になった。1909年（明治42年）、『スバル』創刊に参加。木下らと詩誌『屋上庭園』創刊。また処女詩集『邪宗門』上梓。官能的、唯美的な象徴詩作品が話題となるも、年末には実家が破産し、一時帰郷を余儀なくされた。
1910年（明治43年）、『屋上庭園』2号に掲載した白秋の詩『おかる勘平』が風俗紊乱にあたるとされ発禁処分を受け、同誌は年内に廃刊した。またこの年、三重県名張町の医師の娘であった松下俊子の隣家（東京原宿）に転居。
1911年（明治44年）、第二詩集『思ひ出』刊行。故郷柳川と破産した実家に捧げられた懐旧の情が高く評価され、文名を一躍高めた。また同年には文芸誌『朱欒（ざんぼあ）』を創刊。
1912年（明治45年 / 大正元年）には母と弟妹を東京に呼び寄せ、年末には一人故郷に残っていた父も上京する。白秋は隣家に住んでいた松下俊子と恋に落ちたが、俊子は夫と別居中の人妻だった。2人は夫から姦通罪により告訴され、未決監に拘置された。弟らの尽力により2週間後に釈放され、後に和解が成立して告訴は取り下げられたが、人気詩人白秋の名声は不祥事によって地に堕ちた。この事件は以降の白秋の詩風にも影響を与えたとされる。この頃に、穂積忠の師匠となった。
1913年（大正2年）、初めての歌集『桐の花』と、詩集『東京景物詩及其他』を刊行。特に『桐の花』で明星派の柔らかな抒情をよく咀嚼した歌風を見せ、これによって白秋は歌壇でも独特の位置を占めるようになる。
同年1月、俊子との問題で自殺すら考えるほど傷心の白秋は東京から船で三浦半島南西の三浦三崎（神奈川県）に渡って十日余り過ごし、一度帰京した後、5月に三崎へ移り住んだ。同年春に俊子と結婚。父と弟が事業に失敗。白秋夫婦を残して一家は東京に引き揚げる。『城ヶ島の雨』はこの頃の作品であるという。『城ヶ島の雨』は梁田貞が曲を付けて奥田良三が歌ってヒットし、行楽地としての城ヶ島の名を高め、城ヶ島には白秋記念館がある。
また同年に『朱欒』を廃刊、発行期間は短かったが萩原朔太郎や室生犀星が詩壇に登場する足がかりとなった。同年、長野県佐久のホテルに逗留して執筆活動を行う。

### 『落葉松』まで
1914年（大正3年）、肺結核に罹患した俊子のために小笠原父島に移住するもほどなく帰京。父母と俊子との折り合いが悪く、遂に離婚に至る。『真珠抄』『白金之独楽』刊行。また『地上巡礼』創刊。1915年（大正4年）、前橋に萩原朔太郎を訪う。弟と阿蘭陀書房を創立し、雑誌『ARS』を創刊。さらに詩集『わすれなぐさ』と歌集『雲母集』を刊行。1916年（大正5年）、詩人の江口章子と結婚し、東京小岩町の紫烟草舎に転居。筆勢いよいよ盛んにして『白秋小品』を刊行する。1917年（大正6年）、阿蘭陀書房を手放し、再び弟と出版社アルスを創立。この前後、家計はきわめて困窮し、妻の章子は胸を病んだ。
1918年（大正7年）、小田原に転居。鈴木三重吉の勧めにより『赤い鳥』の童謡、児童詩欄を担当。優れた童謡作品を次々と発表し、作品に新生面を拓くのみならず、以降の口語的、歌謡的な詩風に強い影響を与えることになる。1919年（大正8年）、処女小説『葛飾文章』『金魚』発表。生活もようやく落ち着き、歌謡集『白秋小唄集』、童謡集『とんぼの眼玉』刊行。それまで一室を借りていた伝肇寺（でんじょうじ）の境内に住宅を建て「木菟（みみずく）の家」と名付ける。1920年（大正9年）、『雀の生活』刊行。また『白秋詩集』刊行開始。伝肇寺境内の住宅の隣に山荘を新築した際の祝宴は、小田原の芸者総出という派手なものであった。それに白秋の生活を金銭的に支えて来た弟らが反発し、章子を非難する。着物の殆どを質入れしたと言う章子は非難されるいわれもなく反発。その晩、章子は行方を晦（くら）まし、白秋が不貞を疑い章子と離婚。
1921年（大正10年）、佐藤菊子（国柱会会員、田中智學の元で仕事）と結婚。信州滞在中に想を得て『落葉松』を発表する。歌集『雀の卵』、翻訳『まざあ・ぐうす』などを刊行。1922年（大正11年）、長男・隆太郎誕生。文化学院で講師となる。また山田耕筰と共に『詩と音楽』を創刊。山田とのコンビで数々の童謡の傑作を世に送り出す。歌謡集『日本の笛』などを刊行。1923年（大正12年）、三崎、信州、千葉、塩原温泉を歴訪。詩集『水墨集』を刊行するも、関東大震災によりアルス社が罹災し、山荘も半壊する。

### 晩年

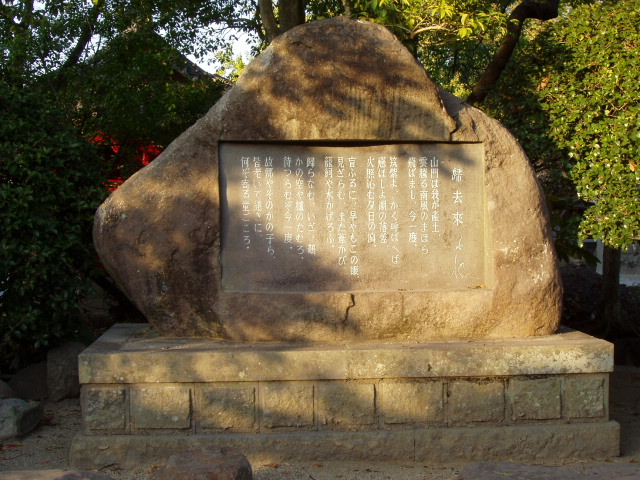
故郷の柳川市に建立された詩碑「帰去来」
（2003年10月21日撮影）

1924年（大正13年）1月5日、田中智學の招きで両親、妻菊子、長男隆太郎らとともに静岡県三保の田中智學の最勝閣へ旅行し、龍華寺、羽衣の松などを観光、長歌1首、短歌173首を作る。同年短歌雑誌『日光』を創刊。反アララギ派の歌人が大同団結し、象徴主義的歌風を目指す。1925年（大正14年）、長女・篁子（ドイツ語学者、岩崎英二郎夫人）誕生。樺太、北海道に遊ぶ。童謡集『子供の村』など刊行。1926年（大正15年 / 昭和元年）、東京谷中に転居。詩誌『近代風景』創刊。童謡集『からたちの花』『象の子』などを刊行。1927年（昭和2年）、出版内容の競合からアルス社と興文社に悶着が起こり、興文社側の菊池寛と対立。詩論集『芸術の円光』刊行。1928年（昭和3年）、東京世田谷区に転居。『大阪朝日新聞』（現在の『朝日新聞』）の企画により、福岡県大刀洗町から大阪まで飛行機に搭乗する。1929年（昭和4年）、『海豹と雲』など刊行。また『白秋全集』の刊行開始。川田順、斎藤茂吉、前田夕暮、松村英一とともに日本歌人協会（東京市本郷区駒込）の常務となった。
1930年（昭和5年）、南満洲鉄道の招聘により満洲旅行。帰途に奈良へ立寄り、頻りに家族旅行に出かける。1932年（昭和7年）、吉田一穂、大木惇夫と詩誌『新詩論』創刊。1933年（昭和8年）、行き違いから鈴木三重吉と絶交。以降『赤い鳥』に筆を執ることはなくなる。また同年の皇太子明仁親王誕生の際には、奉祝歌『皇太子さまお生まれなつた』（作曲: 中山晋平）を寄せる。1934年（昭和9年）、『白秋全集』完結。歌集『白南風』刊行。台湾総督府の招聘により台湾に遊ぶ。1935年（昭和10年）、新幽玄体を標榜して多磨短歌会を結成し、歌誌『多磨』を創刊する。『大阪毎日新聞』の委託により日本統治時代の朝鮮に旅行。この年、50歳を祝う催しが盛大に行われる。
1937年（昭和12年）、糖尿病および腎臓病の合併症のために眼底出血を引き起こし入院。視力はほとんど失われたが、さらに歌作に没頭する。1938年（昭和13年）にはヒトラーユーゲントの来日に際して『万歳ヒットラー・ユーゲント』を作詞するなど、国家主義への傾倒が激しくなったのもこの頃のことである。1940年（昭和15年）、日本文化中央聯盟の委嘱で交声曲『海道東征』（曲: 信時潔）の作詩にあたる。1941年（昭和16年）春、数十年ぶりに柳川に帰郷し、南関で叔父の墓参をし、さらに宮崎、奈良を巡遊。またこの年、帝国芸術院会員に就任するも、年末にかけて病状が悪化。
1942年（昭和17年）、川田順と日本文学報国会が情報局と大政翼賛会の後援、毎日新聞社の協力により『愛国百人一首』を編纂した際、北原も選者に選ばれたが、北原は小康を得て病床に執筆や編集を続けるも、11月2日、糖尿病と腎臓病のため阿佐ヶ谷の自宅で逝去。57歳没。
同年11月12日、叙勲（勲四等瑞宝章）。墓所は多磨霊園（東京都府中市）にある。

## 家族
- 父・北原長太郎 ‐ 福岡県柳川で代々酒造業
- 弟・北原鉄雄
- 弟・北原義雄（1896-1985） ‐ 美術書出版社「アトリエ出版」社長。1924年に同社を設立し、美術雑誌として著名だった月刊『アトリエ』を創刊した。旧制麻布中学校卒[10]。
- 妻・俊子 ‐ 隣家の人妻で、白秋は姦通罪で逮捕入獄し、出獄後結婚するも一年あまりで離縁した[11]。
- 妻・江口章子
- 妻・菊子 ‐ 大分市の時計屋・佐藤弥平の五女。大分高女出身。見合い結婚し、二児を儲けた[12][13][11]。

## 作品

### 白秋全集（発行：アルス）
- 『白秋全集 第一卷』1930年。
- 『白秋全集 第二卷』1929年。
- 『白秋全集 第三卷』1930年。
- 『白秋全集 第四卷』1931年。
- 『白秋全集 第五卷』1930年。
- 『白秋全集 第六卷』1934年。
- 『白秋全集 第七卷』1929年。
- 『白秋全集 第八卷』1933年。
- 『白秋全集 第九卷』1929年。
- 『白秋全集 第十卷』1930年。
- 『白秋全集 第十一卷』1930年。
- 『白秋全集 第十二卷』1930年。
- 『白秋全集 第十三卷』1930年。
- 『白秋全集 第十四卷』1932年。
- 『白秋全集 第十五卷』1930年。
- 『白秋全集 第十六卷』1930年。
- 『白秋全集 第十七卷』1930年。
- 『白秋全集 第十八卷』1930年。

### 白秋全集（発行：岩波書店）
全40巻、岩波書店、1984-88年
- 『白秋全集 第1卷』1984年12月。
- 『白秋全集 第2卷』1985年4月。
- 『白秋全集 第3卷』1985年5月。
- 『白秋全集 第4卷』1985年11月。
- 『白秋全集 第5卷』1986年9月。
- 『白秋全集 第6卷』1985年1月。
- 『白秋全集 第7卷』1985年3月。
- 『白秋全集 第8卷』1985年7月。
- 『白秋全集 第9卷』1986年2月。
- 『白秋全集 第10卷』1986年4月。
- 『白秋全集 第11卷』1986年6月。
- 『白秋全集 第12卷』1986年11月。
- 『白秋全集 第13卷』1985年10月。
- 『白秋全集 第14卷』1986年3月。
- 『白秋全集 第15卷』1985年2月。
- 『白秋全集 第16卷』1985年8月。
- 『白秋全集 第17卷』1985年9月。
- 『白秋全集 第18卷』1985年12月。
- 『白秋全集 第19卷』1985年6月。
- 『白秋全集 第20卷』1986年1月。
- 『白秋全集 第21卷』1986年5月。
- 『白秋全集 第22卷』1986年7月。
- 『白秋全集 第23卷』1986年8月。
- 『白秋全集 第24卷』1986年10月。
- 『白秋全集 第25卷』1987年1月。
- 『白秋全集 第26卷』1987年4月。
- 『白秋全集 第27卷』1987年8月。
- 『白秋全集 第28卷』1987年9月。
- 『白秋全集 第29卷』1987年2月。
- 『白秋全集 第30卷』1987年6月。
- 『白秋全集 第31卷』1987年10月。
- 『白秋全集 第32卷』1987年3月。
- 『白秋全集 第33卷』1987年5月。
- 『白秋全集 第34卷』1987年7月。
- 『白秋全集 第35卷』1987年11月。
- 『白秋全集 第36卷』1987年12月。
- 『白秋全集 第37卷』1988年1月。
- 『白秋全集 第38卷』1988年2月。
- 『白秋全集 第39卷』1988年4月。
- 『白秋全集 別卷』1988年8月。

### 詩集
- 邪宗門（第3版の刊行の際に初版本に割愛された作品13篇を「邪宗門拾遺」として加え『第二邪宗門』とする）
- 思ひ出
- 東京景物詩及其他（第3版の刊行の際に新たに詩1章12篇を加え『雪と花火』と改題する）
- 畑の祭
- 真珠抄
- 白金之独楽
- 水墨集
- 海豹と雲
- 新頌

### 詩文集
- 『白秋小品』阿蘭陀書房、1916年。
  - 『白秋小品』アルス、1920年。

### 歌集
- 桐の花
- 雲母集（きららしゅう）
- 雀の卵
- 観相の秋（長歌体を主とする詩文集）
- 風隠集
- 海阪（うなさか）
- 白南風（しらはえ）
- 夢殿
- 渓流唱
- 橡（つるばみ）
- 黒檜（くろひ）
- 牡丹の木（ぼたんのぼく） - 「黒檜」以後

### 句集
- 竹林清興（木俣修責任編集）

### 童謡集
- からたちの花
- トンボの眼玉
- 日本伝承童謡集成[14]

### 作詞

#### 童謡
- 雨[15]
- 雨降り
- 揺籃のうた
- 砂山
- からたちの花
- この道
- ペチカ
- あわて床屋
- 待ちぼうけ
- 城ヶ島の雨

#### 国民歌・愛国歌
- 伏見軍令部総長宮を讃え奉る
- 皇太子さまお生まれなつた
- 万歳ヒットラー・ユーゲント
- ハワイ大海戦
- マレー攻略戦
- 愛国行進曲
- 皇軍行進曲
- 海道東征

#### 市町村歌
- 福島県福島市歌（1936年作）[16]
- 東京都八王子市歌（1936年制定）[17]
- 愛知県岡崎市歌（1937年発表、1962年制定）[18]

##### 廃止楽曲
- 兵庫県網干町歌（1928年）
- 東京府松江町歌「わかき松江」（1929年）
- 茨城県水戸市歌（初代、1935年）
- 神奈川県横須賀市歌（初代、1937年）[19]

#### 新民謡
- ちゃっきり節
- 松島音頭
- 多摩川音頭[20] - 稲田村青年団の依頼により制作された新民謡[21][22]。
- 静岡県湖西市の地方民謡 - 鷲津新曲、鷲津節、浜名湖セレナアデ……いずれも1932年（昭和7年）作[23]。

#### 社歌・記念歌
- 白洋舍の歌
- 日本電気社歌
- 雲鷹丸記念歌
- 日本国有鉄道社歌（発表当時は鉄道省）「鉄道精神の歌～轟け鉄輪～」（作曲：山田耕筰）

#### 校歌・応援歌
- 東京高等師範学校・東京文理科大学校歌（東京教育大学校歌）「青雲の空に高く」（作曲：山田耕筰）
- 東京高等商船学校（現：東京海洋大学工学部）校歌（作曲：山田耕筰）
- 延岡高等女学校（現：宮崎県立延岡高等学校）校歌（作曲：山田耕筰）
- 旧制豊山中学校（現：日本大学豊山高等学校）校歌
- 関西学院大学校歌「空の翼」（作曲：山田耕筰）
- 芝浦工業大学校歌（作曲：山田耕筰）
- 大正大学校歌（作曲：山田耕筰）
- 武蔵野美術大学校歌
- 東京大学運動会歌「大空と」（作曲：山田耕筰）[24]
- 東京歯科大学 校歌（作曲：山田耕筰）
- 岐阜薬科大学学歌（作曲：山田耕筰）
- 同志社大学歌（作曲：山田耕筰）
- 駒澤大学校歌（作曲：山田耕筰）、駒澤大学第二応援歌（作曲：山田耕筰）

- 大阪歯科大学学歌
- 暁星学園校歌（1936年、作曲：山田耕筰）[25]
- 東洋英和女学院校歌（作曲：山田耕筰）
- 明星学園高校行進歌
- 明治学院高等学校校歌
- 福岡県立伝習館高等学校校歌（作曲：山田耕筰）
- 大阪府立豊中高等学校校歌（作曲：山田耕筰）
- 神奈川県立湘南高等学校校歌（作曲：山田耕筰）
- 清水市立商業高等学校（現：静岡市立清水桜が丘高等学校）校歌
- 山口県鴻城高等学校校歌
- 山梨県立身延高等学校校歌
- 東京都立農業高等学校校歌（作曲：乗松昭博）
- 北海道室蘭栄高等学校校歌（作曲：山田耕筰）
- 福岡県立門司高等学校第二校歌（作曲：山田耕筰）廃校
- 大谷中学校・大谷高等学校旧校歌（作曲:山田耕筰）
- 四天王寺中学校・高等学校校歌（作曲：山田耕筰）
- 宝仙学園中学校・高等学校校歌（作曲：山田耕筰）
- 東京都立両国高等学校・附属中学校準校歌「あゝ黎明の歌」（作曲：山田耕筰）
- 三浦市立三崎小学校校歌（1937年、作曲：山田耕筰）
- 横須賀市立汐入小学校校歌（1931年、作曲：山田耕筰）
- 川崎市立川崎小学校校歌（作曲：山田耕筰）
- 北九州市立平原小学校（現：北九州市立皿倉小学校）校歌（作曲：山田耕筰）
- 南関町立南関第一小学校校歌（作曲：山田耕筰）
- 魚沼市立伊米ヶ崎小学校校歌（作曲：山田耕筰）
- 太田市立尾島小学校校歌
- 港区立高輪台小学校校歌
- 坂井市立春江小学校校歌（作曲：山田耕筰）
- 日向市立細島小学校校歌（作曲：外山國彦）
- 八代市立植柳小学校校歌（作曲：山田耕筰）
- 釧路市立旭小学校校歌（作曲︰山田耕筰）廃校
- 鹿角市立尾去沢小学校校歌（作曲：山田耕筰）
- 墨田区立業平小学校校歌（作曲：山田耕筰）
- 目黒区立田道小学校校歌
- 世田谷区立桜小学校校歌（補作）
- 久留米市立御井小学校校歌
- 柳川市立柳河小学校校歌
- 柳川市立城内小学校校歌
- 柳川市立矢留小学校校歌
- 福岡県立柳河特別支援学校校歌（作曲：山田耕筰）
- 大田区立蒲田小学校校歌

## 著書
- 「白秋詩抄」 岩波文庫（岩波書店、1978年）ISBN 978-4003104811
- 「白秋抒情詩抄 改版」 岩波文庫（岩波書店、1978年）ISBN 978-4003104828
- 藤田圭雄編 「白秋愛唱歌集」 岩波文庫（岩波書店、1995年）ISBN 978-4003104835
- 高野公彦編 「北原白秋歌集」 岩波文庫（岩波書店、1999年）ISBN 978-4003104842
- 「フレップ・トリップ」 岩波文庫（岩波書店、2007年）ISBN 978-4003104873
- 与田凖一編 「からたちの花 - 北原白秋童謡集」 新潮文庫（新潮社、1957年）ISBN 978-4101500218
- 日下武史朗読 「北原白秋詩集」 新潮CD（新潮社、2000年）ISBN 978-4108300422
- 「桐の花―歌集」 短歌新聞社文庫（短歌新聞社、2000年）ISBN 978-4803907339
- 「まざあ・ぐうす」 お風呂で読む文庫（フロンティアニセン、2005年）ISBN 978-4861970658
- 原達郎著 『柳川ふるさと塾1』（やながわふるさと塾、 2008年）

## 顕彰施設・催事
- 北原白秋生家
- 北原白秋記念館
- 小田原文学館白秋童謡館 - 敷地内に白秋童謡碑があり、「赤い鳥小鳥」の歌詞が刻まれている[26][27]。伝肇寺境内にも同じ碑がある[26][28]。
- 歌碑 - 本興寺（静岡県湖西市）
- 歌碑 - 伊王島 （長崎県長崎市）
- みさき白秋まつり（三浦市、7月 - 12月） - 城ヶ島の白秋碑前広場で開かれる「碑前祭」のほか、白秋展、童謡まつり、短歌大会、俳句大会など様々な行事が催される。

## 登場する作品
- この道 - 2019年公開映画、演：大森南朋[29]
- NHK特集「トンカジョンの出奔 〜白秋・『思ひ出』の世界〜」（1990年、NHK）[30]
- マンガふるさとの偉人「北原白秋物語　二つの故郷」 発行 熊本県南関町 2023年3月